# Biologie de la conservation
La biologie de la conservation (ou écologie de la conservation) est une discipline traitant des questions de perte, maintien ou restauration de biodiversité.
Robert Barbault la présente comme une discipline de gestion de crise ; elle vise à identifier les populations en déclin ou relictuelles et les espèces en danger, pour en déterminer les causes de leur déclin, proposer, tester et valider des moyens de remédier à ce déclin (éventuellement provisoirement ex situ). Pour George Evelyn Hutchinson (en 1965) il s'agit à la fois de « conserver les acteurs de la pièce évolutive et le décor écologique où elle est jouée ».
Cette discipline est récente et plutôt d'origine anglo-saxonne. Elle a, à ses débuts ou dans certains pays, été influencée par les méthodes de conservation du patrimoine culturel et architectural, puis plus généralement par l'écologie scientifique.
Dans la seconde moitié du XXe siècle, sa pluridisciplinarité s'est étendue en évoluant vers l'écologie et en s'appuyant sur la biogéographie, l'écologie du paysage, la génétique des populations, et en s'appuyant sur la modélisation, la cartographie SIG, mais aussi sur la sociologie, l'économie, la philosophie et les sciences politiques, etc.
La biologie de la conservation a beaucoup influencé les stratégies internationales de protection de la nature, dont au sein de l'ONU et UNESCO ; le mot est notamment très présent dans la Convention sur la diversité biologique (CDB) de Rio, mais il n'y a pas été redéfini.

## Caractéristiques essentielles de la biologie de la conservation

### Domaine scientifique
La conservation de la nature est à l'origine de la Biologie de la conservation, science nouvelle appliquant les principes de l'écologie, de la biogéographie et de l'écologie du paysage, ainsi que de la dynamique et de la génétique des populations. L'anthropologie, les sciences économiques et la sociologie sont également mises à contribution, dans un triple objectif de restauration, protection et/ou gestion de la biodiversité.
Michael E. Soulé, biologiste américain et l'un des fondateurs de cette science nouvelle, décrit la biologie de la conservation comme la « science de la rareté et de la diversité » (Science of Scarcity and Diversity, titre d'un ouvrage de Michael Soulé).
« Une nouvelle discipline qui s'adresse aux dynamiques et problèmes d'espèces, communautés et écosystèmes perturbés. […] Son objectif est de fournir des principes et outils pour la préservation de la diversité biologique. »
Il décrit également cette discipline comme une « science de la crise » : où les gestionnaires et les biologistes doivent apporter des solutions rapides et efficaces à des problèmes de conservation importants, comme préserver une population d'espèce menacée d'extinction par exemple. Le biologiste de la conservation doit souvent trouver des réponses et des méthodes de gestion à des problèmes de conservation dont il n'a pas toutes les données, puisque les outils et principes théoriques sont encore en cours d'élaboration, et que nous ne disposons pas de toutes les informations sur la biologie des espèces à gérer.

### Deux dimensions complémentaires
Comme son nom le rappelle, la Biologie de la conservation a deux dimensions : « Biologie » et « conservation », qui en font à la fois une science et un champ d’application (avec choix des moyens, mais obligation de résultat).

#### Dimension théorique
C'est celle de la biologie, de l'écoéthologie et plus généralement de l'écologie appelées pour tenter de comprendre les causes, les modalités et les étapes du déclin de certaines espèces ou populations, ainsi que leurs chances (probabilités) et conditions de survie, de maintien ou de restauration (d'espèces ou de populations).
En particulier la biologie de la conservation évalue, pour une population et dans un certain contexte la population minimale viable (MVP ou Minimum Viable Population pour les anglo-saxons), laquelle ne dépend pas que du nombre d'individus mais aussi de la dispersion des individus, leur capacité à se rencontrer et à se reproduire, en conservant une diversité génétique suffisante, ce qui peut ne plus être le cas dans des populations relictuelles qui semblent viables ; C'est pourquoi l'écologie de la conservation s'intéresse aux « dépressions de consanguinité » et à la « dérive génétique »,,,.

#### Dimension applicative concrète
C'est l'aspect conservation. Il s'appuie sur des protocoles scientifiques d'inventaire et d'évaluation, incluant des éléments de mesure de la dynamique d'une population, et de plus en plus souvent des données sur l'état génétique des populations.
Sur cette base, l'écologue fait des propositions de gestion restauratoire ou conservatoire des habitats, voire de réintroduction d'espèces ou de renforcement de population.
Cette dimension inclut certains aspects de protection légale (réserve naturelle, parcs nationaux, réseau écologique, écoducs, etc.).
Elle vise des moyens de restaurer, protéger et gérer des populations, mais surtout les conditions durables de leur survie, dans la nature.
Le travail d'inventaire biologique est la première étape, qui peut être prolongée via un monitoring d'espèces, d'habitats ou de populations-témoin. Ils apportent les bases nécessaires pour évaluer l'état dynamique d'une population, et les menaces ou les risques d'extinction qui pèseraient éventuellement sur elle. Le « conservateur » cherche notamment à éviter que le nombre d'individus d'une population ne chute en dessous d'un seuil critique (d'aire de répartition, de nombre d'individus ou d'homogénéité génétique).
Pour les espèces animales supérieures, une loi générale est celle du seuil des 50/500 (ex. : Lodé & Peltier, 2005) :
- 50 individus suffiraient à éviter la dépression consanguine ;
- 500 suffiraient à conserver un potentiel évolutif.
Sous la barre d'un total de 500 individus, la population est considérée comme ne pouvant survivre dans la nature (sauf à bénéficier de mesures proactives de protection ex situ, avec par exemple reproduction en captivité ou en milieu protégé (Ramade, 1995). Cette loi découle de la modélisation des tailles minimales et effectives des populations de Franklin (1980) et Lande & Barrowclough (1987). Elle a été validée par d'autres auteurs (tels que Frankham, 1995 ; Franklin & Frankham, 1998 ; Lodé & Peltier, 2005), mais n'a pas de valeur prédictive absolue, de nombreux autres facteurs étant à prendre en compte. (On sait par exemple qu'en l'absence de leurs prédateurs naturels, des espèces introduites peuvent pulluler à partir d'un très petit nombre d'individus).
Le « monitoring » des surfaces d'habitats et d'aires de répartition apporte également des informations intéressantes car une diminution d'aire de répartition traduit souvent une diminution du nombre d'individus ou des causes d'extinctions locales qui méritent analyse et éventuelles solutions.

### Deux approches opérationnelles
Ces deux approches semblent tantôt s’opposer, tantôt se compléter. Ce sont :
1. Le maintien d'un état ;
2. Le maintien d'un processus (ce qui parfois peut se traduire par un « ne rien faire » ou plutôt par un « laisser faire la nature »).

Autrement dit et de manière très simplifiée : faut-il maintenir un « stade successionnel » (par exemple, une clairière, qu'on entretient en y coupant les arbres qui y pousseraient), ou le gestionnaire doit-il veiller au maintien de la succession naturelle des stades et strates (boisement-sénescence-clairière, puis boisement à nouveau, pendant qu'une nouvelle clairière se forme à proximité après un stade sénescent et/ou un aléa climatique, etc.) ?
Le second aspect (maintien et restauration de processus) semble plus juste et efficace à long terme, mais il est peu compatible avec le découpage des milieux souvent figé par la propriété privée (qui par exemple fait qu'on ne laisse plus les rivières divaguer dans une plaine habitée ou cultivée, que les dunes sont plantées d'Oyats pour les immobiliser, que les lisières sont entretenues, etc.). La mise en réseau — en continuité biologique fonctionnelle — des espaces gérés (remaillage par des corridors biologiques) est un challenge important pour la science et la société et semble être un défi de plus en plus difficile à relever par la biologie de la conservation.

## Histoire de la biologie de la conservation
Racines anciennes ? Certains lui voient des origines très anciennes dans une attitude spontanée chez l'homme qui est de penser que certains habitats doivent être protégés pour leur valeur esthétique, culturelle ou religieuse intrinsèque, attitude qui semble pouvoir être universellement trouvée dans les croyances philosophiques et religieuses fondant la relation Homme-Nature. Les philosophies animistes, taoïstes, shintoïstes, et peut-être le druidisme et les cultures de l'Europe antique, reconnaissent une valeur sacrée à des sites sources d'émotion ou d'expériences spirituelles. Le jainisme, l'hindouisme, le bouddhisme accordent une valeur sacrée aux animaux. Beaucoup de religions primitives reconnaissent des lieux sacrés : forêts, lacs, montagnes, ou des animaux totems ou sacrés, dont la chasse est interdite…
Formalisation au XIXe siècle ? Dans l'hémisphère nord, un intérêt marqué pour la protection de la nature a émergé au XIXe siècle, semble-t-il de manière plus précoce dans les régions allemandes et aux États-Unis. Il semble qu'on puisse lui trouver au moins deux grandes sources d'inspiration : l'éthique et la science.
La première semble tirer inspiration outre des racines anciennes citées ci-dessus, d'approches non-économistes et poétiques, dont à la fin du XIXe siècle, celle des essayistes et poètes américains Ralph Waldo Emerson et Henry David Thoreau. Ceux-ci défendent l'idée que la nature a une raison d'être intrinsèque, au-delà des gains économiques. La nature est un temple où l'Homme peut communier et communiquer avec Dieu. Cette conception s'inscrit dans le courant littéraire et philosophique du transcendantalisme. En Europe, l'expérience émotionnelle et esthétique du romantisme fasciné par la naturalité et le caractère grandiose des paysages sauvages… C'est ce courant qui en France est à l'origine de la première réserve naturelle créée dans la partie la plus ancienne de la forêt de Fontainebleau à la demande de l'École de Barbizon (mouvement de peintres) qui refusait de voir disparaître ce patrimoine, pour des raisons esthétiques et paysagères.
Un autre Américain, John Muir (1838-1914) défend l'éthique préservationniste, selon laquelle la beauté de la Nature stimule les sentiments religieux et favorise les expériences spirituelles. Mais il voit aussi dans les communautés biologiques, des ensembles d'espèces coévoluant entre elles et codépendantes les unes des autres (Ces communautés annoncent les superorganismes et l'hypothèse Gaia développée par James Lovelock à la fin des années 1980). Avec Thoreau, John Muir dénonce les conséquences de l'élevage et de l'agriculture sur les écosystèmes en Californie. Il convainquit le congrès américain de créer le parc national de Yosemite. En 1892, Muir et ses disciples créent le Sierra Club destiné dans un premier temps à protéger le Yosemite. Il encouragea la création d’autres réserves naturelles aux États-Unis si bien qu'il est aujourd'hui reconnu comme le « Père du système des parcs nationaux ».
Un autre Américain, Gifford Pinchot (1865-1946), au début du XXe siècle développe une éthique de la conservation des ressources qui repose sur une philosophie plus utilitaire. Pour lui, la Nature est un assortiment de choses définies par leur utilité ou leur caractère nuisible. Il défend la répartition des ressources entre tous les utilisateurs, actuels et futurs (une première approche du développement durable) en évitant le gaspillage. Cependant, il ne prend pas en compte les coûts des dégradations de l'environnement et de l'érosion des ressources.
De son côté, la science naturaliste via les avancées du darwinisme et les inventaires naturalistes (y compris rétrospectifs avec l'étude des fossiles et du paléoenvironnement) évolue vers une approche écosystémique qui montre la nature comme moins immanente et bien plus fragile que ce qu'on avait d'abord imaginé.
Avec Leopold (Almanach d'un comté des sables, 1949) naît l'écologie évolutive, une perspective marquée par un « équilibre dynamique » plutôt que par un équilibre statique… Ceci dans un contexte d'explosion démographique et d'une révolution industrielle qui inaugure une période de consommation accélérée de ressources naturelles pas, peu, ou très lentement renouvelables. les colonisations, les guerres, dont deux guerres mondiales puis la pollution industrielle et une révolution agricole mondiale vont accélérer la consommation d'espace et la disparition d'espèces.
Face à une nature qui s'épuise et s'appauvrit, on veut protéger des espèces et des milieux qu'on n'a parfois pas même eu le temps d'inventorier ou étudier. Il faut pour cela s'appuyer sur la science. Theodore Roosevelt, dès 1901, veut asseoir ses décisions concernant la sauvegarde d'une espèce ou des paysages sur des avis scientifiques. Dans les années 1900, alors que les stocks de poissons fluctuent de manière non comprise par les pêcheurs et les gouvernements, des scientifiques se réunissent pour tenter de trouver des moyens de mesurer et proposer des conseils de gestion et ils fondent le Conseil international pour l'exploration de la mer qui conseille encore aujourd'hui l'UE et ses états-membres.
Dans les années 1960, l'UNESCO lance le programme appelé Man and Biosphere (MAB) afin de concilier conservation de la nature et développement économique.
Les scientifiques alertent sur un déclin très accéléré de la biodiversité dès les années 1970.
En 1972, le Club de Rome fait paraître un rapport alarmant émanant d'une équipe du Massachusetts Institute of Technology dirigée par Dennis Meadows et intitulé The Limits to Growth (titre en français : Halte à la croissance ? ou « rapport Meadows »). Ce rapport évoque la croissance zéro comme remède à l'épuisement des ressources naturelles.
Après cela, en 1978 s'est tenue la première conférence internationale sur la biologie de la conservation à San Diego, qui a mis en avant une nécessaire interdisciplinarité.
2 ans plus tard, en 1980 une « Stratégie mondiale de la Conservation », sous-titrée « La conservation des ressources vivantes au service du développement durable » est préparée par l’UICN, avec l’appui du PNUE, du WWF et en collaboration avec la FAO, l’ONU et l’Unesco.
C'est enfin le Sommet de la Terre de juin 1992 à Rio de Janeiro qui consacre l'importance de la conservation de la nature en insistant sur la dimension restauratoire, avec la Convention sur la diversité biologique, aujourd'hui ratifiée par 188 pays. Dans le sommet les scientifiques sont enfin entendus par le politique. Des politiques de protection, de gestion et de restauration de la nature naissent, qui doivent de plus en plus s'appuyer de manière dynamique sur la connaissance scientifique pour comprendre la biologie des espèces menacées et le moyen de retrouver les conditions de leur restauration ou conservation.

## Diffusion de la biologie de la conservation

### Dans le monde
Comme rappelé par l'évaluation des écosystèmes pour le millénaire, la biodiversité est en forte régression sur tous les continents. La biologie de la conservation vise à répondre à ce problème en associant des écologues et des gestionnaires sur le terrain. C'est une discipline en fort développement depuis 30 ans aux États-Unis et dans les pays anglo-saxons, notamment grâce à la Society for Conservation Biology ou SCB, structure internationale active depuis plusieurs décennies aux États-Unis, et qui compte en 2007 plus de 10 000 membres dans le monde. Les acteurs chargés de restaurer et protéger la biodiversité aux échelles globales ou locales doivent au moins répondre à 4 problèmes majeurs :
1. Changement climatique ;
2. Disparition des milieux sauvages de grande superficie en Europe (perte d'intégrité écologique ou destruction des habitats) ;
3. Fragmentation écologique croissante des habitats et des paysages ;
4. Résilience écologique dégradée.

### En Europe
Les indicateurs montrent quelques améliorations environnementales (ex. : dystrophisation, acidification, plomb dans l’air…), mais malgré l’effort de l’Union européenne qui a réussi à classer 18 % du territoire européen en Natura 2000, de nombreux problèmes graves persistent sur le terrain, quand la situation n'empire pas. La biologie de la conservation tend à se diffuser en Europe où, en 2006, a été créée une section européenne de la SCB (Society for Conservation Biology).
L'Union européenne développe :
- un réseau écologique paneuropéen ;
- des mesures agrienvironnementales ;
- des programmes appuyant l'application de directives cadres (sur l'eau, les sols, les milieux marins), une Directive « Oiseaux », et une Directive habitats (parfois affaiblie par la Directive-cadre sur l'eau)[12].

## Développement de la biologie de la conservation

### Objectifs et échelles d'application
La biologie de la conservation peut être appliquée à de multiples échelles spatio-temporelles, en fonction de l'objet visé par le programme de conservation :
- protéger une espèce rare (ex. : orchidée), ce qui implique la protection ou la restauration de ses conditions de vie ou de survie ;
- protéger une population d'individus menacés ;
- protéger un complexe d'habitats naturels.

Cette protection peut être appliquée :
- à la conservation de la diversité génétique, grâce à :
  - une protection in situ dans le milieu naturel (ex. : dans une réserve naturelle),
  - une protection ex situ (ex. : en jardin conservatoire, en élevage conservatoire), avec éventuellement culture in vitro ou conservation dans une banque de graines ou de gènes. Certains zoos contribuent à des programmes de protection ex situ d'espèces animales avant une éventuelle réintroduction dans le milieu naturel d'origine quand il peut à nouveau les accueillir ;
- à l'échelle du territoire d'une réserve naturelle, d'un parc naturel régional, des parcs nationaux ou transnationaux.

Il peut enfin s'agir du patrimoine agricole, avec la conservation génétique et la culture de variétés traditionnelles (ou l'élevage de races traditionnelles).
Un système de suivi et d'évaluation (basé par exemple sur des bioindicateurs) permettent aux gestionnaires ou conservateurs d'espaces naturels de mesurer les progrès faits en fonction des objectifs définis, généralement écrits dans un Plan d'action ou Plan de gestion du milieu, régulièrement mis à jour (par exemple tous les 5 ans dans les réserves naturelles nationales françaises).

### Appel aux sciences sociales
La conservation de la nature développe ou valide des modèles, des protocoles et des concepts théoriques, qu'il faut ensuite tester et appliquer sur le terrain aux échelles biogéographiques pertinentes (dont continentales et au-delà, avec par exemple l'échelle paneuropéenne, eurasiatique et panaméricaine pour les principaux migrateurs, et marines ou mondiale pour certains). Ceci implique un travail coordonné et des interactions entre de nombreux niveaux et entités de gouvernance, parfois en devenir (ex. : Union européenne). Parfois il faut tester et valider de nouveaux concepts ou de nouvelles méthodes (gestion restauratoire, lutte contre des espèces invasives, corridors biologiques, etc.) et gérer et si possible résoudre des conflits. C'est pourquoi la « biologie de la conservation » s'appuie aussi sur les sciences humaines afin d'aider les acteurs-clés de la conservation (cela semble encore plus difficile pour la restauration et la conservation de la biodiversité que pour le réchauffement climatique qui lui est pour partie lié).
Pour relier la science et l'action aux échelles supranationales, la communauté de scientifiques s'organise, mais cette discipline reste très centrée vers les sciences biologiques, alors que les problèmes les plus aigus posés par les actions de conservation relèvent de la politique, de l’économie, de la psychologie, de la sociologie et, plus largement de la gouvernance et des relations sciences - sociétés - économie - politiques publiques, avec notamment : le cas de l'agriculture, de l'urbanisme, le tout dans une double perspective locale/globale.
Face aux activités humaines, des difficultés chroniques se posent pour certains groupes d'espèces, en particulier pour les grands carnivores (ours, loup…), les grands herbivores (bisons, cervidés…), les coprophages, les invertébrés xylophages, les cétacés, etc.

### Prospective et recherches
Les chercheurs explorent les domaines suivants, souvent émergents :
Comment restaurer et/ou préserver des processus écologiques naturels, complexes, à de grandes échelles de temps et d’espace ? … dans un contexte d’anthropisation continue et croissante et de changement climatique.
- cf. seuils fonctionnels, seuils critiques, potentiel adaptatif, résilience écologique, fonctionnement des écosystèmes…

Questions conceptuelles générales :
- en termes d'objectif : quel « niveau » de biodiversité et de naturalité viser lors d'une gestion restauratoire ?
- écologie du paysage et biogéographie, réseaux écologiques, cartographie des corridors biologiques et des habitats ;
- écologie des perturbations et dynamique des populations ;
- gestion et restauration de populations, d'habitats et d'écosystèmes ;
- gestion des conflits Homme-nature ;
- génétique de la conservation.

Questions méthodologiques :
- définition et valeur des aires protégées (aires minimales, populations minimales) ;
- intérêt des réintroductions ;
- quelles échelles pertinentes pour quelles actions de conservation ?
- méthodes d'observation du vivant (observatoires, inventaires, indicateurs, bioindicateurs, monitoring, radiopistage, SIG, etc.) ;
- écologie rétrospective (notamment pour évaluer le potentiel d'un site) ;
- modélisation (prédictive ou de scénarios) ;
- conservation basée sur l’évidence ou l'empirisme (quelle prise en compte de l'urgence ?).

Prise en compte d'impacts anthropiques nouveaux :
- fragmentation écologique ;
- changement climatique ;
- perturbateurs endocriniens, pollution lumineuse, pollution sonore (y compris sous-marine avec sonar, sondeurs…) et autres polluants « nouveaux » ;
- espèces et habitats massivement et rapidement menacés ;
- espèces invasives ;
- OGM organismes génétiquement modifiés (impacts directs et indirects sur la biodiversité) ;
- consanguinité, dérive génétique ;
- surpopulation animale dans certaines réserves (ex. : éléphants en Afrique du Sud ; faut-il les déplacer, créer des corridors biologiques (échec à ce jour), en tuer un quota annuel, ou utiliser des moyens contraceptifs[13], comme on le fait parfois pour les pigeons urbains ?).

Appui à la gestion de la biodiversité :
- évaluation stratégique des risques, hiérarchisation des enjeux en termes de conservation ;
- protocoles de conservation (de l'inventaire au plan de gestion, en passant par l'évaluation correctrice) ;
- contribution des conservatoires, des jardins botaniques, zoos, parcs, PNR, du public, etc. ;
- gestion (transfrontalière ?) de la faune migratrice ou des zones humides et d'autres milieux transfrontaliers ;
- restauration des conditions de la biodiversité et/ou de la résilience écologique ;
- contribution à l'éducation, la formation, l'information, la sensibilisation, la médiatisation. Ces actions permettant de lutter contre l'amnésie écologique.

L’IFB (Institut français de la biodiversité) soutient l'émergence de cette discipline en France, marquée par le premier « Européen de Biologie de la Conservation » qui a réuni plus de 1000 personnes à Eger (Hongrie) du 24 au 27 août 2006.